# Dubioniscus goeldii
Dubioniscus goeldii är en kräftdjursart som först beskrevs av Lemos de Castro 1967.  Dubioniscus goeldii ingår i släktet Dubioniscus och familjen Dubioniscidae. Inga underarter finns listade i Catalogue of Life.